# Matthias Lochmann
Matthias Lochmann (* 1971 in Groß-Gerau) ist ein deutscher Trainingswissenschaftler, Sportmediziner und Hochschullehrer.

## Leben
Lochmann absolvierte von 1990 bis 1996 an der Johannes Gutenberg-Universität Mainz ein Studium der Sportwissenschaft und der Physik. Anschließend war er dort vier Jahre lang wissenschaftlicher Mitarbeiter der Abteilung Trainingswissenschaft des Fachbereichs Sport.
Zwischen 2000 und 2006 studierte er Humanmedizin in Mainz. 2003 schloss er seine Doktorarbeit in den physiologischen Wissenschaften mit dem Thema In-vivo-Korrelation von regionalem zerebralen Glukosemetabolismus und Alpha-Rhythmus mittels Positronen-Emissionstomographie und Pharmako-EEG an der Universität in Mainz ab, 2007 erlangte er ebenfalls in Mainz zudem im Fach Medizin die Doktorwürde mit der Dissertation Elektromyographische Untersuchung der Muskelaktivität beim Fahrradergometertraining unter verschiedenen Schwerkraft- und Druckbedingungen. In den Jahren 2006 und 2007 war Lochmann als Arzt und wissenschaftlicher Mitarbeiter an der Universitätsklinik Heidelberg tätig, 2007 und 2008 hatte er dieselben Ämter am Institut für Biomechanik und Orthopädie der Deutschen Sporthochschule Köln inne.
Seit 2008 ist Lochmann Professor für Sportbiologie und Bewegungsmedizin an der Friedrich-Alexander-Universität Erlangen-Nürnberg.
Ab 2015 war er bei der Deutschen Vereinigung für Sportwissenschaft Mitglied der Kommission Fußball, 2017 wurde er Kommissionssprecher und blieb bis 2019 im Amt. Ab 2010 war er beratend für den Adidas-Konzern tätig.

## Forschungsschwerpunkte
Lochmann, der über die A-Trainerlizenz des Deutschen Fußball-Bundes verfügt, beschäftigte sich in seiner Forschung unter anderem mit der Trainingsgestaltung im Fußball, Wettkampf- und Trainingssteuerung in Echtzeit,  der sportwissenschaftlichen Begleitung von Fußballprofimannschaften sowie den Leistungszentren von Fußballvereinen. Er setzt sich mit den Möglichkeiten und Grenzen periodisierter  Wettkampfsysteme für Leistungs- und Gesundheitssteuerung junger Sportspieler auseinander. Zudem nahm er am Projekt „Bewegungsneurowissenschaft unter Mikrogravitation“ teil.